# Eryngium ghiesbreghtii
Eryngium ghiesbreghtii là một loài thực vật có hoa trong họ Hoa tán. Loài này được Decne. mô tả khoa học đầu tiên năm 1873.